# Губанов Сергій Леонідович
Сергій Леонідович Губанов (21 червня 1975 року, м. Стаханов Луганської області, нині Кадіївка — 20 травня 2020 року, поблизу села Трьохізбенка Новоайдарського району) — командир батальйону патрульної служби поліції особливого призначення «Луганськ-1» ГУНП в Луганській області, полковник поліції. Герой України (посмертно).

## Біографія
Закінчив Донецький інститут внутрішніх справ (1999) та Національну академію внутрішніх справ (2004).
Мешкав у Сєверодонецьку. Проходив строкову службу в 95 ОАеМБр.
З 1995 пройшов шлях від оперативника карного розшуку Стахановського міського відділу міліції до начальника Луганського міського управління, на початок 2014 року — начальник Ленінського райвідділу міліції м. Луганська.
Був захоплений у полон бойовиками разом з іншими офіцерами міліції. Після визволення брав участь у звільненні Сєвєродонецька, Лисичанська та Рубіжного від незаконних збройних формувань.
Його батьки в Луганську відмовились від сина за проукраїнську позицію.
На посаді комбата — з 6 листопада 2015.
БПСПОП «Луганськ-1» патрулював територію, прилеглу до лінії розмежування, вів антидиверсійну діяльність.

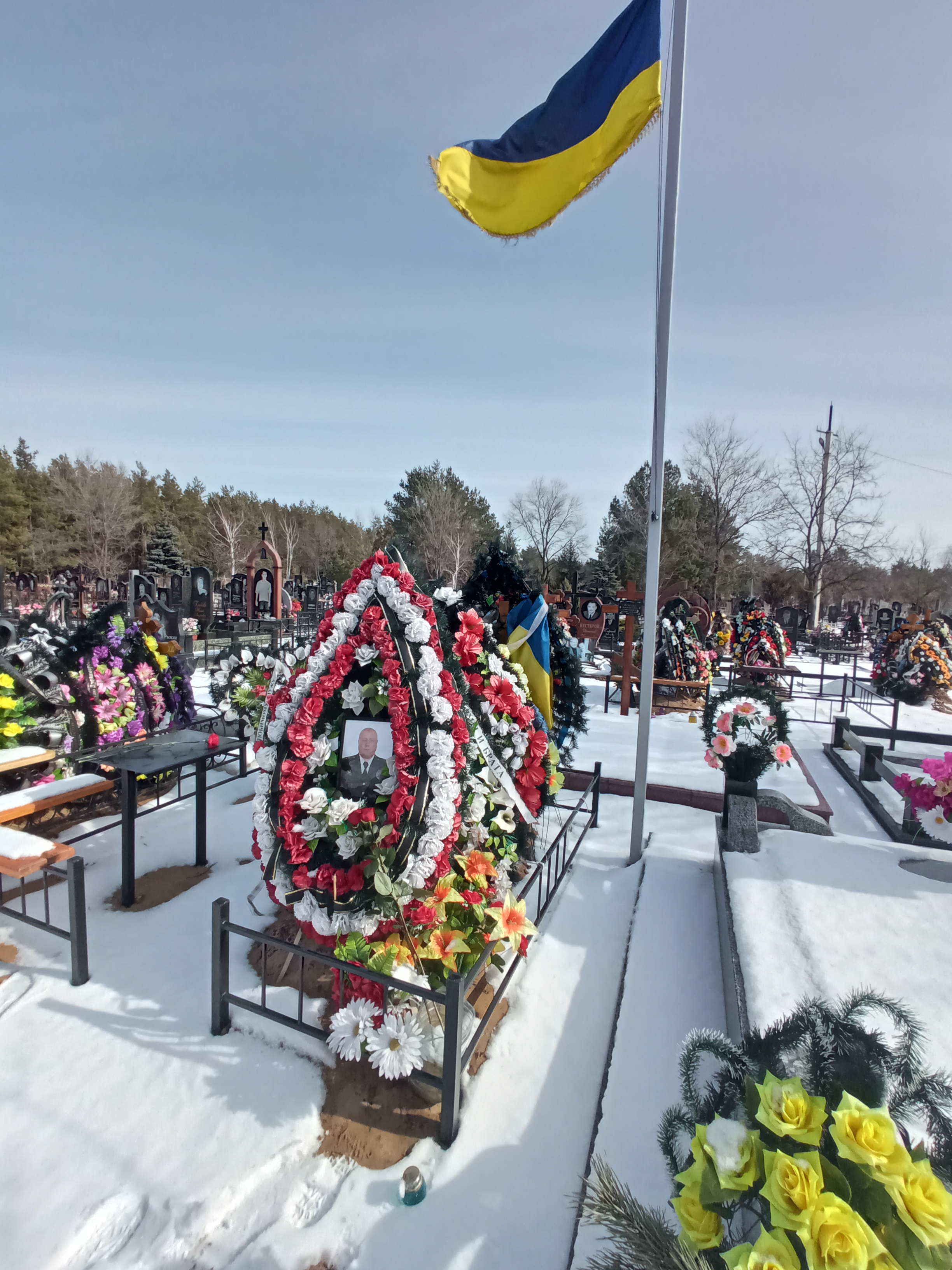

Губанов отримав смертельні поранення під час виконання службових обов'язків 20 травня, приблизно о 21.30 в районі села Трьохізбенка Новоайдарського району. Ще троє бійців отримали тяжкі поранення.
Залишилися батьки, дружина.
Прокуратура розпочала кримінальне провадження за фактом загибелі Губанова.
Прощання із загиблим полковником Губановим відбулося 22 травня в Сєвєродонецьку.

Похований на кладовищі м.Сєвєродонецьк

## Нагороди
- Звання Герой України з удостоєнням ордена «Золота Зірка» (21 травня 2020, посмертно) — за особисту мужність, виявлену у захисті державного суверенітету та територіальної цілісності України, самовіддане служіння Українському народові[7][8]
- Орден Богдана Хмельницького III ст. (3 серпня 2016) — за особисту мужність, виявлену під час виконання службового обов'язку, вагомий внесок у боротьбу зі злочинністю, високий професіоналізм та з нагоди Дня Національної поліції України[9]

## Згадки у ЗМІ
- Луганщина освобожденная. Северодонецк // 29 вер. 2015 р.
- На Луганщині загинув комбат Сергій Губанов // 21 трав. 2020 р
- Яким запам`ятається своїм бойовим побратимам Сергій Губанов
- Герої не вмирають
- У Сєвєродонецьку увіковічнено пам’ять Героя України Сергія Губанова  [Архівовано 11 січня 2022 у Wayback Machine.]